# San Marcos Arteaga
San Marcos Arteaga è un comune del Messico, situato nello stato di Oaxaca.